# Dominique Reynié
« Reynié » redirige ici. Pour l’article homophone, voir Rainier et Reynier.
 (mars 2022).
Dominique Reynié, né le 17 juin 1960 à Rodez en Aveyron, est un politologue, homme politique français, et homme médiatique.
Professeur à Sciences Po, ses travaux portent sur les grands enjeux de société ; politiques, économiques et sociaux. Il travaille notamment sur l’opinion publique européenne, le populisme, ou encore la raison d’État. Il est à l’origine de la notion de « populisme patrimonial ».
Depuis octobre 2008, il est directeur général de la Fondapol, un think tank ou fondation politique libérale et « ancrée à droite ». Il s'est présenté à des élections régionales sous l'étiquette UMP (renommée depuis LR). Il est un chroniqueur récurrent de l'émission politique C dans l'air sur la chaîne de télévision France 5 et est aussi régulièrement intervenant sur France Inter.

## Biographie

### Jeunesse et études
Dominique Reynié est diplômé en 1983 de l'Institut d'études politiques de Paris. Il y soutient en 1984 un mémoire de DEA en science politique. 
Il devient docteur en science politique en 1994 avec une thèse dirigée par Jean Leca sur le thème « L'ordre démocratique : les fondements pratiques d'une politique de masse de type démocratique ». 
En 1997, il est reçu à l'agrégation de science politique.

### Parcours professionnel
Il devient ensuite professeur des universités en science politique. Il est nommé à l’université de Nice - Sophia Antipolis en 1997, et conserve ce poste jusqu'en 1999.
De retour à Sciences Po, il dirige le DESS « Études et stratégies marketing » de l'institut de 1999 à 2006. Proche du directeur Alain Lancelot, il fait partie, lors des dernières années de celui-ci à la tête de l'école, de son groupe rapproché.
Lorsque Richard Descoings est élu directeur de l'IEP en 1996, il demeure proche de la tête de l'établissement. Il suggère à Descoings dès 1998 de mettre en place une forme de discrimination positive en créant une filière d'admission parallèle à Sciences Po. Refusée par celui-ci dans un premier temps, elle est acceptée en 2001 et mise en œuvre.
En 2018, il est toujours chercheur associé au Cevipof.
Il a été expert auprès de la Commission européenne à la direction de la communication dans le cadre du programme « The Future of Europe »[réf. souhaitée].

### Interventions dans les médias
Depuis 1997, Dominique Reynié intervient régulièrement dans les médias. Il est l'auteur de plusieurs tribunes libres et interviews dans des journaux tels Le Figaro, Le Monde ou encore Libération.
En 2011 et 2012, il tient une chronique hebdomadaire sur France Culture intitulée « Le monde selon Dominique Reynié ». Sa forte présence dans le paysage médiatique a été un motif de critique à son encontre,.

### Fondation pour l'innovation politique (Fondapol)
En octobre 2008, Dominique Reynié succède à Franck Debié au poste de directeur général de la Fondation pour l'innovation politique (Fondapol), un groupe de réflexion fondé en 2004 et proche, à sa création, de l'UMP. Fondapol est considéré comme un think tank ou fondation politique libérale, ancré à droite. Sous sa direction, ce think tank, qui s'affirme comme « libéral, progressiste et européen », s'est notamment positionné avec ses « 12 idées pour 2012 » en faveur du mariage homosexuel, de la gestation pour autrui (GPA), de la diversité.
Expert sur les enjeux politiques, économiques et sociaux, il prend part aux travaux de la l'Observatoire de la décentralisation du Sénat, et contribue notamment au rapport « Être élu local aujourd'hui : adapter notre gouvernance locale au défi de la décentralisation », publié en 2007.
Il est entendu en 2010 par l’Observatoire dans le cadre d’un rapport d’information sur les sondages politiques. Il intervient également auprès de la Commission nationale consultative des droits de l'homme, dont il est membre,.
En 2010, il participe avec la Fondation pour l’innovation politique à la création du Forum des Think tanks, rendez-vous ouvert au public qui rassemble les principaux think tanks français à la Sorbonne pour débattre des grands enjeux économiques et sociaux contemporains. En 2012, il est membre du « Visitors Programme » du BEPA (Bureau of European Policy Advisers / Bureau des conseillers de politique européenne).
Il est invité en septembre 2013 par la Fondation Copernic, lors de la Fête de l'Humanité, à participer à un débat sur l’avenir de la France, aux côtés de représentants d’autres fondations et think tanks.

#### Opposition à Olivier Urrutia
Le 21 mars 2017, lors d’une réunion au ministère de l’Intérieur, une altercation l’oppose au directeur général de l’Observatoire européen des think tanks, Olivier Urrutia. Dominique Reynié, remettant en cause la légitimité de l’observatoire dans sa mission affichée d’évaluation de la transparence et de la bonne gouvernance des think tanks, insulte, menace et agresse son directeur général devant de nombreux témoins. Juste après la réunion, Olivier Urrutia dépose une main courante dans un commissariat de Paris.

## Engagement politique
Dominique Reynié est candidat pour mener la liste LR-UDI de la région Languedoc-Roussillon-Midi-Pyrénées lors des élections régionales de décembre 2015,,. Le 25 avril 2015, il est désigné contre Bernard Carayon comme tête-de-liste LR-UDI, après le 4e tour d'un vote par un « comité des sages » composé de 40 élus locaux et nationaux. En octobre 2015, son éligibilité est remise en question par Jean-Pierre Grand, sénateur LR, pour une question de domiciliation. Au premier tour, il obtient seulement 18,84 % des voix, ce qui le place en troisième position derrière Louis Aliot (FN) 31,83 % et Carole Delga (PS) 24,41 %,. Dans son département d’origine, l’Aveyron, il se place en tête avec 30,53 % des voix, devant Carole Delga (25,5 %) et Louis Aliot (21,74 %).
Au second tour, son score est de 21,32 % derrière Carole Delga (44,8 %) et Louis Aliot (33,9 %). Il est le seul candidat à la tête d’une liste UMP-UDI de France à arriver derrière le Front national au second tour. Cette défaite suscite des critiques au sein de son parti malgré les soutiens qui voient dans sa candidature un renouveau du paysage politique dans la région,. Il est élu président du groupe d'opposition LR-UDI au conseil régional avec 20 voix (23 participants au scrutin, 2 abstentions et 1 vote contre). Six mois après, le 27 mai 2016, son élection est annulée par le Conseil d'État : même si Dominique Reynié louait effectivement une chambre dans la région, le contrat de location a été jugé trop tardif par rapport à la date limite autorisée pour être candidat à l’élection,. Dominique Reynié se plie à la décision du Conseil d’État. Il déclare au journal La Dépêche : « Ce qui m'a finalement le plus meurtri, c'est qu'on remette en cause publiquement mes origines aveyronnaises. J'y suis né, mon père y est enterré. C'est chez moi. Ce sont mes racines ».
Il est remplacé à son siège par le maire de Millau, Christophe Saint-Pierre.

## Prises de position

### Libéralisme économique et social
Dominique Reynié revendique un positionnement libéral sur les plans économique et sociétal, il est notamment partisan des libertés individuelles et d’une limitation de l’intervention de l’État dans la vie économique et sociale des individus.
À ce titre, il soutient par exemple le projet de réforme du Code du travail du gouvernement de Manuel Valls (Loi El Khomri) en lançant une pétition le 26 février 2016. Il soutient également l’ouverture du mariage aux couples de même sexe, ainsi que la libéralisation de l’accès à la PMA et à la GPA.
En 2011, la Fondation pour l’innovation politique publie sous sa direction : 12 idées pour 2012, déclinées en propositions concrètes pour, selon lui, « redéfinir un projet de société ». Dans ce document, la Fondation se prononce notamment en faveur de l’ouverture au mariage et à l’adoption pour les couples de même sexe, de la mise en place d’une TVA antidélocalisation, du développement du commerce en ligne, de la vente de médicaments sans ordonnances en grandes surfaces, d’une meilleure évaluation des services publics « en ouvrant au secteur marchand la possibilité de les produire », d’un investissement massif dans la R&D dans le secteur de l’énergie, du développement  de l’open data et de l’open government, d’une refonte du système éducatif en faveur de plus d’égalité des chances, ou encore d’une politique de la diversité. Pour désendetter la France, la Fondation propose une relance des privatisations, plus précisément un retrait de l'état, des entreprises qui n’ont pas « un véritable enjeu stratégique ». La Fondation prône aussi la continuation du 
non-remplacement d'un fonctionnaire sur deux partant à la retraite, et que sur deux postes supprimés, l’un soit remplacé par un contrat de droit privé, ce qui amènerait à terme, selon L'Humanité, « la fin du statut de la fonction publique ». La Fondation propose de réduire les dépenses de santé grâce à la mise en place d'une franchise annuelle de 2 % des revenus des ménages, et de réformer l'assurance-maladie en donnant un rôle plus important aux assureurs privés. Selon Dominique Reynié, la crise est « salutaire », car elle devrait permettre au gouvernement de « réduire les dépenses sociales ».

### Populisme
Dominique Reynié étudie et décrit le phénomène de montée des populismes et des nationalismes, notamment en réaction à la mondialisation et à la compétition économique accrue qu’elle engendre. Il est à l’origine de la notion de populisme patrimonial, phénomène qu’il décrit comme « l'exploitation politique de la crainte de perdre son patrimoine matériel et immatériel ». Selon lui, une « partie des Européens vit désormais avec la crainte d’un déclassement collectif, crainte pouvant se combiner avec celle d’un déclassement personnel ».
Néanmoins, si Dominique Reynié affirme que « les populistes considèrent l’Union européenne comme responsable du déclassement que nous vivons », il estime que le succès des populistes ne repose pas sur la crise économique, car ces derniers sont très présents dans les pays du nord de l’Europe où le chômage est pourtant très bas. Pour lui, le populisme, incarné en France par Marine Le Pen, se développe dans une période de grande confusion idéologique et pourrait devenir majoritaire en Europe dans les années qui viennent.
Dominique Reynié juge que la lutte contre le populisme doit passer par l'existence d'un débat autour de la recomposition des sociétés européennes, qui doivent régler leur rapport aux différences et faire advenir une société de la diversité. L'Union Européenne doit répondre au populisme en affirmant ces frontières communes, afin de rassurer ses concitoyens. Dominique Reynié envisage l’affirmation d’une « puissance publique européenne » et la réaffirmation des frontières de l’Europe comme une des réponses possibles à la montée des populismes en Europe.
Sur le sujet, il publie Populismes : la pente fatale, en 2011, et Les Nouveaux populismes, en 2013.

### Recomposition du paysage politique
En France, avec l'élection d'Emmanuel Macron à la présidence de la république, il estime que les partis traditionnels « agonisent parce qu’ils sont devenus des machines sans âme ni souffle ».
Dominique Reynié estime que ce ne sont plus les partis politiques qui sont le ciment du clivage gauche-droite mais bien des valeurs, ancrées dans la société française, et qui restent clivantes en dépit de la disparition progressive des partis politiques.

### Démographie et politique migratoire
Dominique Reynié note que, face au vieillissement démographique structurel de la plupart des sociétés européennes, sauf redressement de la natalité, l'immigration devrait mécaniquement devenir dans les décennies à venir la principale source de croissance démographique. Le vieillissement de la population européenne pose la question du modèle social européen (santé et retraites). En ce qui concerne le mariage homosexuel et la gestation pour autrui (GPA), ses réflexions s'inscrivent dans le prolongement de ses analyses démographiques et dans la recherche de conditions de ce qu'il nomme « une politique de la vie ».
Face à ce constat et aux craintes qui y sont attachées, il préconise un débat sur la « recomposition ethnoculturelle » des sociétés européennes plutôt que sur l’immigration elle-même.

### Religion
En 2015, il lance avec la Fondation pour l’innovation politique une série de onze études intitulées « Valeurs d’islam » , avec pour vocation de nourrir le débat sur l’avenir et la place de l’Islam en France. Ces études sont confiées en majorité à des auteurs musulmans et traduites en arabe.
En 2017, il contribue à la publication en France d’une grande enquête sur les violences antisémites en Europe, s’appuyant sur des données de 2005 à 2015, recueillies par Johannes Due Enstad. Il publie également, dans la ligne de l’étude de 2014, une nouvelle enquête intitulée : France : les juifs vus par les musulmans, toujours en partenariat avec l’American Jewish Committee.

### Europe
Dominique Reynié défend l'idée d'une Europe « puissance publique supplémentaire » agissant avec les États-nations et non pas à la place des États-nations. Il propose la construction d'une « puissance publique européenne » venant appuyer les puissances publiques nationales pour les aider et « protéger le destin des Européens dans la globalisation ». Dominique Reynié regrette que « les populistes, qui sont profondément nationalistes », adoptent « des postures moins européennes, voire anti-européennes, rendant ainsi plus difficile l’émergence d’une puissance publique européenne ».
En 2004, Dominique Reynié se prononce en faveur des négociations pour l'entrée de la Turquie dans l'Union européenne dans une tribune publiée dans le journal le Figaro. Il salue alors les avancées de la Turquie sur le terrain des droits de l’homme et des libertés fondamentales, ainsi que l’arrivée au pouvoir par les voies démocratiques d’un parti musulman modéré, moderne et pro-occidental.
En 2005, dans la revue Raisons Politiques de Sciences Po, il partage les conclusions de ses travaux sur la notion d’opinion publique européenne et d’espace public européen. Il décrit notamment l’émergence de mobilisations collectives européennes, en s’appuyant sur des données inédites relatives aux manifestations contre la guerre en Irak en 2003. Partisan d’une Europe fédérale comme issue politique à la crise caractérisée par la montée des populismes, il signe en mars 2012 le manifeste «Pour une Euro-fédération solidaire et démocratique», porté par Jacques Attali, soulignant «la nécessité d'aller plus loin dans le partage européen des souverainetés nationales, pour combattre la crise économique et affirmer la puissance européenne dans le monde», et appelant l’instauration de davantage de démocratie à l’échelon européen.
En 2017, dans une tribune publiée sur le site du Figaro, il affirme que la construction d’une souveraineté européenne offre aux États européens « l’unique et dernière chance » de peser sur le cours de l’histoire. Elle serait notamment l’instrument nécessaire au renforcement des investissements européens, en matière d’infrastructures de transport, d’énergie, de télécommunications, d’innovation, de recherche et d’enseignement supérieur, et le moyen de peser davantage face aux GAFA.
En 2017, il dirige une grande enquête internationale avec la Fondation pour l’innovation politique, sur le thème :« Où va la Démocratie ? », portant sur 26 pays dont 25 pays européens. L’enquête interroge notamment la montée des populismes en Europe, le sentiment des citoyens à l’égard de l’Europe et de ses institutions, et révèle qu’une majorité des européens considèrent que, dans leur pays, la démocratie fonctionne mal. Le livre alimente la thèse d’un affaiblissement des valeurs démocratiques en Europe.
Parmi les nombreux textes de Dominique Reynié portant sur la construction européenne, dans la série L'Opinion européenne publiée sous sa direction depuis 2000 — un volume annuel —, se trouvent en particulier Les Européens s'impatientent, en 2009,, La Renaissance douloureuse de l'idée européenne, en 2012, ou  L'Europe accablée de critiques par ceux qui la font, en 2013,.

## Distinctions
- Chevalier de la Légion d'honneur
- Chevalier de l'ordre national du Mérite (31 mars 2003), Officier (20 juin 2022)[67]

## Publications

### Livres
- Le Triomphe de l’opinion publique. L'espace public français du XVIe au XXe siècle, Éditions Odile Jacob, 1998  (ISBN 978-2-7381-0465-6)
- La Fracture occidentale, naissance d'une opinion européenne, Éditions de La Table Ronde, 2004  (ISBN 978-2-7103-2690-8)
- Les Européens en 2004, Éditions Odile Jacob, 2004  (ISBN 978-2-7381-1496-9)
- Les Élections européennes de juin 2004, avec Corinne Deloy, Presses universitaires de France, 2004  (ISBN 978-2-13-055155-3)
- Le Vertige social-nationaliste : la Gauche du Non et le référendum de 2005, Éditions de La Table Ronde, 2005  (ISBN 978-2-7103-2831-5)
- Chirac : le premier président d’un monde nouveau, Plon, 2007  (ISBN 978-2-259-20656-3)
- Populisme : la pente fatale, Plon, 2011  (ISBN 978-2-259-20890-1) 2012 : prix du livre politique et prix des députés.
- Les Nouveaux Populismes, Pluriel, 2013  (ISBN 978-2-81850-342-3)

### Ouvrages dirigés
- Bernard Manin, Pasquale Pasquino et Dominique Reynié, Opinion publique et démocratie : séminaire de l'École normale supérieure, Centre national de la recherche scientifique, 1987
- Christian Lazzeri et Dominique Reynié, La Raison d’État : politique et rationalité, Paris, Presses universitaires de France, Recherches politiques, 1992  (ISBN 978-2-13-044588-3)
- Christian Lazzeri et Dominique Reynié, Le Pouvoir de la raison d’État, Presses universitaires de France, 1992
- Christian Lazzeri et Dominique Reynié, Politiques de l’intérêt, Presses universitaires de Franche-Comté, 1998  (ISBN 978-2-9133-2218-9)
- Pascal Perrineau et Dominique Reynié, Le Vote incertain : les élections régionales de mars 1998, Presses de Sciences Po, 1999  (ISBN 978-2-7246-0765-9)
- Pascal Perrineau et Dominique Reynié, Dictionnaire du vote, Presses universitaires de France, 2001  (ISBN 978-2-1305-1345-2).
- Les Droites en Europe, Paris, Fondation pour l’innovation politique/Presses universitaires de France, 2012  (ISBN 978-2-13-059026-2).
- Valeurs partagées : face au bouleversement des valeurs, la recherche d’un nouveau consensus, Fondation pour l’innovation politique/Presses universitaires de France, 2012  (ISBN 978-2-13-059029-3)
- Où va la démocratie, Plon, 2017  (ISBN 978-2259263634)

### Traductions d'articles

#### En espagnol
Trois conférences de Michel Foucault, prononcées en octobre 1974 à l'université d'État de Rio de Janeiro, in Foucault (M.), Dits et écrits. 1954-1988, tome III, Paris, Gallimard, 1994 :
- Crise de la médecine ou crise de l'anti-médecine, p. 40-58
- Histoire de la médicalisation, p. 207-228
- L’Incorporation de l'hôpital dans la technologie moderne, p. 508-522

#### En anglais
- Envie et société marchande. Mandeville et Smith, à propos de Vices privés, bénéfices publics, texte de Thomas A. Horne, Politiques de l'intérêt, Christian Lazzeri et Dominique Reynié (dir.), Presses universitaires de Franche-Comté, p. 331-348
- La coopération syndicale européenne. Le cas de la fusion ABB-Alstom-Power, texte de Roland Erne, Opinion européenne en 2002, p. 153-186
- Sondages d’opinion et démocratie, texte de George Gallup, Hermès, no 31, 2002, p. 170-180
- Vers une démocratie délibérative. L'expérimentation d'un idéal, texte de Jeremy Fishkin, Hermès, no 31, 2002, p. 209-222